# Модификатор ударопрочности
Модификатор ударопрочности (акриловый модификатор ударной вязкости, ударной прочности) — представляет собой гранулы бутилакрилатного каучука в ПММА оболочке и применяются для улучшения механических свойств, ударопрочности и эластичности ПВХ, используемого для производства непрозрачных плёнок, листов и профилей методами каландрования и экструзии. Данные модификаторы пригодны также для получения изделий методом литья под давлением. 

Придаёт ПВХ превосходную ударную вязкость при низких температурах и хорошую стойкость к воздействию атмосферных факторов, высокоэффективен.
Мировые производители: LG Chem (IM-808A),Kaneka (Kane-Ace FM-22), Rohm&Haas (Paraloid KM-355) и другие.